# Boulevard Félix-Faure (Aubervilliers)
Pour les articles homonymes, voir Boulevard Félix-Faure.
Le boulevard Félix-Faure à Aubervilliers est l'une des artères principales de cette ville.

## Situation et accès
Le boulevard reprend le tracé de la route départementale numéro 20. Il longe le canal Saint-Denis, et permettait aux entreprises installées dans sa vicinité, une desserte fluviale facilitant le transport de marchandises.
Il rencontre notamment, en partant du Nord:
- La rue Heurtault
- La place Henri-Rol-Tanguy
- La rue des Écoles
- La rue André-Karman

Il se termine dans l'axe du boulevard de la Commanderie, au carrefour de la sente à Bigot et de la rue des Cités.

## Origine du nom

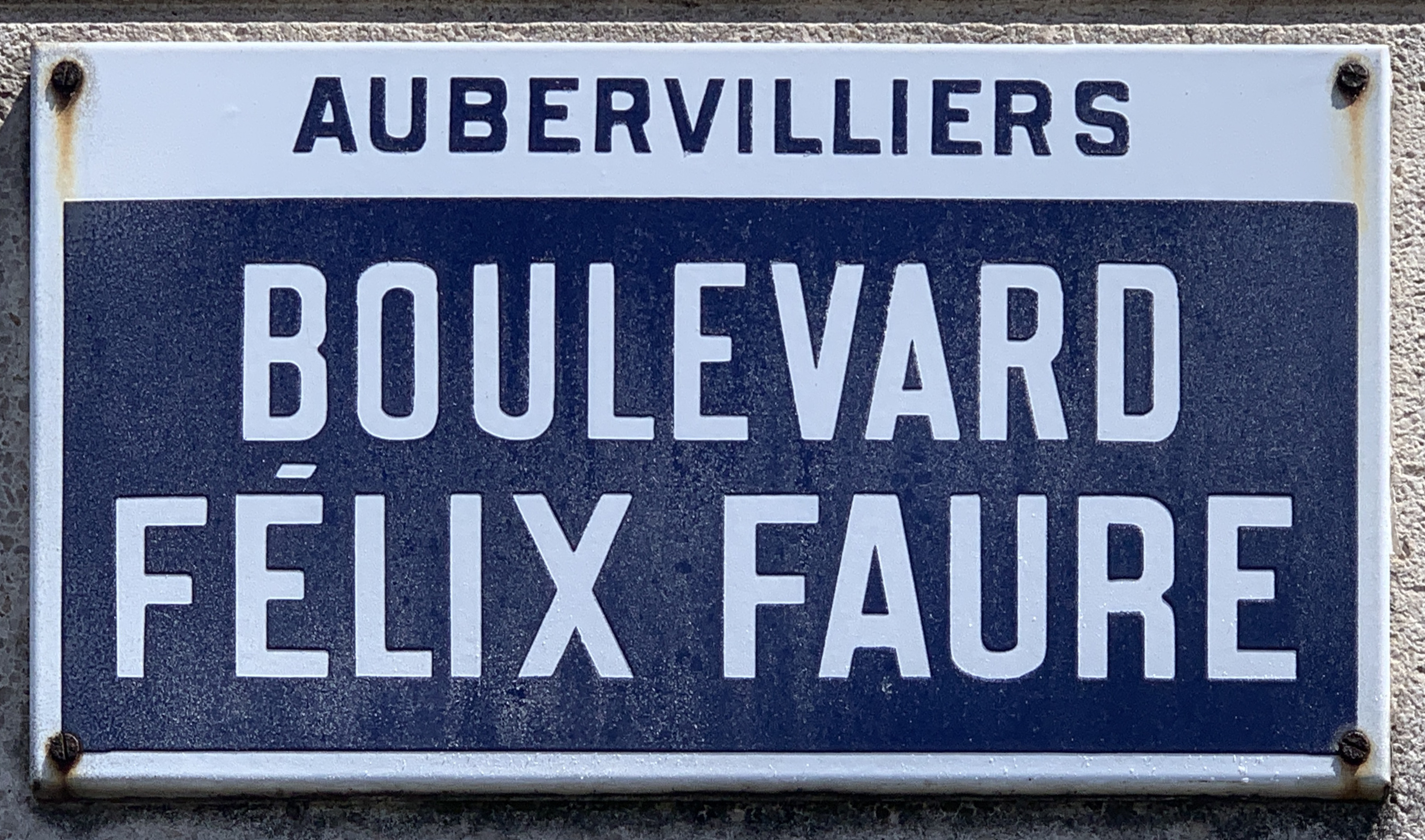
Plaque du boulevard.

Ce boulevard est nommé en hommage à Félix Faure (1841-1899), président de la République française de 1895 à sa mort.

## Historique

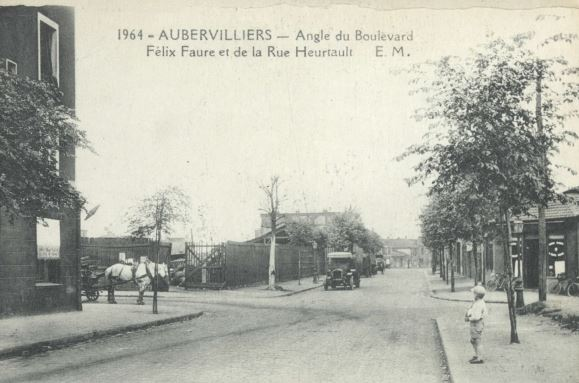
Le boulevard Félix-Faure à la rue Heurtault.

Cette voie était autrefois appelé « chemin de grande communication no 31 ».
Le boulevard est ouvert vers 1890, lors des grands aménagements réalisés autour de 1900, avec les avenues Victor Hugo, Anatole-France, Président-Roosevelt, et le prolongement de l'avenue de la République.
Le 11 mars 1918, durant la première Guerre mondiale, les nos 95 et 116 boulevard Félix-Faure sont touchés lors d'un raid effectué par des avions allemands.

Le 24 mars 1918, un obus lancé par la Grosse Bertha explose boulevard Félix-Faure.
Le 27 juillet 1930, un décret annexe à Paris la partie sud de ce boulevard, qui devient en 1932 le boulevard de la Commanderie, dont le nom provient de la commanderie Saint-Jean-de-Latran.

## Bâtiments remarquables et lieux de mémoire
- Square Aimé-Césaire.
- Cité Villette, ensemble architectural construit entre 1958 et 1975, qui comprend la dalle Félix-Faure regroupant neuf bâtiments, et la dalle Villette pour les douze bâtiments restants[5].
- Ce boulevard est le sujet d'un des clichés de la série 6 mètres avant Paris réalisé en 1971 par le photographe franco-polonais Eustachy Kossakowski[6].